# Wolność i Równość
Wolność i Równość (WiR)  – polska lewicowa partia polityczna (w latach 2005–2010 działająca jako Unia Lewicy III RP, a w latach 2010–2015 jako Unia Lewicy).
Jej historia sięga 5 grudnia 2004, kiedy zawiązano koalicję lewicowych ugrupowań pod nazwą „Unia Lewicy” (UL), która 20 marca 2005 zdecydowała o założeniu partii politycznej. Na kongresie założycielskim 7 maja 2005 koalicja UL przekształciła się w partię pod nazwą „Unia Lewicy III RP” (zarejestrowana została sądownie 15 czerwca 2005), a jej przewodniczącą została Izabela Jaruga-Nowacka (była nią od 7 maja do 10 grudnia 2005). Od 10 grudnia 2005 przewodniczącym partii jest Piotr Musiał. 11 grudnia 2010 partia zrezygnowała z członu „III RP”, a 7 sierpnia 2015 poinformowano o zmianie jej nazwy na WiR (już 15 maja 2015 założono nieformalny ruch o tej nazwie, którego zarząd przekształcił się potem w radę polityczną partii). Przy partii funkcjonowała młodzieżówka Młoda Lewica.
Pierwotnym celem partii było stworzenie ruchu społecznego, który byłby lewicową alternatywą dla SLD.

## Historia
W 2005, wraz z kilkoma lewicowymi organizacjami (jak Pracownicza Demokracja, Stowarzyszenie „Nigdy Więcej”, Młodzi Socjaliści czy Porozumienie Kobiet 8 Marca) oraz ze sztabem wyborczym prof. Marii Szyszkowskiej, utworzyła nieformalną Koalicję Przeciw Młodzieży Wszechpolskiej, której celem miało być wyeliminowanie Młodzieży Wszechpolskiej z publicznej debaty. W sierpniu 2005 UL zawarła porozumienie o starcie kandydatów partii z list Sojuszu Lewicy Demokratycznej w wyborach parlamentarnych 25 września 2005 (jeden kandydat wystartował ponadto z listy Socjaldemokracji Polskiej). Komitet Wyborczy SLD zdobył 1 335 257 głosów (11,31% poparcia w skali kraju), a UL zdobyła 1 mandat poselski, który uzyskała Izabela Jaruga-Nowacka. Zasiadła w klubie parlamentarnym Sojuszu Lewicy Demokratycznej i wystąpiła wkrótce z Unii Lewicy. Kandydatką UL w wyborach była także m.in. Wanda Nowicka. Start kandydatów UL z list SLD stał się przyczyną ostrej krytyki ze strony innych organizacji radykalnej lewicy.
W wyborach samorządowych 12 listopada 2006 UL poparła wystawioną przez Polską Partię Pracy kandydatkę na prezydenta Warszawy Wandę Nowicką. W wyborach parlamentarnych 21 października 2007 Unia Lewicy startowała głównie z list PPP (1 kandydat z listy LiD), która nie weszła do Sejmu. W wyborach do Parlamentu Europejskiego 7 czerwca 2009 kandydaci Unii Lewicy startowali z list koalicji Porozumienie dla Przyszłości (tworzonej przez Partię Demokratyczną, SDPL i Zielonych), która nie osiągnęła progu wyborczego. W I turze wyborów prezydenckich w 2010 partia nie poparła żadnego z kandydatów, a w II turze udzieliła poparcia Bronisławowi Komorowskiemu – kandydatowi Platformy Obywatelskiej. W wyborach samorządowych zarządzonych na 21 listopada 2010 Unia Lewicy utworzyła wspólnie z Socjaldemokracją Polską i Polską Lewicą Koalicyjny Komitet Wyborczy „Lewica”, w ramach którego wystawiła kandydatów na radnych na terenie całego kraju. W wyborach parlamentarnych 9 października 2011 Unia Lewicy poparła związanych wcześniej z lewicą kandydatów PO, kilku kandydatów SLD oraz kilku startujących do Senatu kandydatów niezależnych. Większość kandydatów popartych przez UL była związana w przeszłości bądź wówczas z SDPL.
W lutym 2013 UL podjęła współpracę programową z Ruchem Palikota, SDPL, Unią Pracy i Racją Polskiej Lewicy. W czerwcu tego samego roku weszła wspólnie z Ruchem Palikota, SDPL, Racją PL, PPP, PD, Stronnictwem Demokratycznym oraz stowarzyszeniem Ryszarda Kalisza Dom Wszystkich Polska do zespołu politycznego Europy Plus. Unia poparła też kandydatkę komitetu „Ruch Palikota Elbląg +” Ewę Białkowską w przedterminowych wyborach na prezydenta Elbląga. W październiku tego samego roku UL poparła powstanie partii Twój Ruch (łączącej m.in. Ruch Palikota z Racją PL i stowarzyszeniem Europa Plus), jednak jej działacze nie przystąpili do nowego ugrupowania. 7 lutego 2014 UL (wraz z SDPL) podjęła decyzję o opuszczeniu koalicji Europa Plus.
24 lipca 2014 UL wraz z DWP i SDPL współtworzyła Porozumienie Ryszarda Kalisza. Ostatecznie środowiska te w wyborach samorządowych w tym samym roku znalazły się na listach komitetu SLD Lewica Razem. Przedstawicielka UL Halina Krysiak bez powodzenia kandydowała z jego listy do sejmiku województwa łódzkiego. Ponadto sekretarz generalna partii Beata Stach startowała do rady Krakowa z listy komitetu Łukasza Gibały.
15 maja 2015 UL włączyła się w tworzenie ruchu Wolność i Równość, zainicjowanego przez profesorów Genowefę Grabowską, Jana Hartmana, Kazimierza Kika i Magdalenę Środę (pod deklaracją WiR podpisali się także m.in. wicemarszałek Sejmu i szefowa stowarzyszenia Równość i Nowoczesność Wanda Nowicka, szef SDPL Wojciech Filemonowicz, Ryszard Kalisz czy Robert Kwiatkowski). Zdecydowano również o zmianie nazwy partii Unia Lewicy na Wolność i Równość, o czym poinformowano 7 sierpnia tego samego roku (po uprawomocnieniu się tej decyzji). Zarząd ruchu WiR przekształcił się przy tym w radę polityczną partii WiR (jej koordynatorem został Jan Hartman).
Przed wyborami parlamentarnymi planowanymi na 25 października 2015 WiR zawarła (podobnie jak w 2010) porozumienie z SDPL i PL (zarejestrowane jako KKW Zjednoczona Lewica). Koalicja ta ostatecznie nie wystartowała w wyborach, opowiadając się w niektórych okręgach wyborczych za kandydatami lewego skrzydła PO. Działacz WiR Eugeniusz Orłow wystartował natomiast indywidualnie z listy Ruchu Społecznego RP do Sejmu (uzyskał 10 głosów). Współpraca WiR z SDPL i PL była później kontynuowana.
W dniu 31 maja 2016 WiR dołączyła do koalicji Wolność Równość Demokracja, powstałej z inicjatywy Komitetu Obrony Demokracji. 19 czerwca 2018 WiR znalazła się wśród organizacji reaktywujących koalicję SLD Lewica Razem (w wyborach samorządowych ponownie nie weszła formalnie w jej skład).
3 marca 2019 partia zgłosiła akces do Koalicji Europejskiej (powołanej przez PO, PSL, Nowoczesną, SLD i Zielonych) na wybory europarlamentarne 26 maja tego samego roku. Została uczestnikiem koalicji, jednak nie posiadała kandydatów w wyborach. W wyborach parlamentarnych 13 października 2019 partia wezwała do głosowania na lewicowych kandydatów na listach Koalicji Obywatelskiej. Jej kandydatem do Sejmu był Dariusz Żochowski, który uzyskał 372 głosy.
Przed wyborami prezydenckimi 28 czerwca 2020, WiR wraz z SDPL zaapelowała do Roberta Biedronia – prezesa Wiosny i kandydata Lewicy – o wycofanie się z wyborów, popierając kandydata KO, Rafała Trzaskowskiego z PO.
25 czerwca 2022 partia podpisała wraz z Polską Partią Socjalistyczną (i powołanym przez jej działaczy Stowarzyszeniem Lewicy Demokratycznej, nawiązującym do dawnej partii SLD), UP, SDPL oraz m.in. stowarzyszeniem Ruch Ludzi Pracy i środowiskiem dawnej partii Inicjatywa Feministyczna porozumienie o współpracy przed najbliższymi wyborami parlamentarnymi, opowiadając się za „szerokim porozumieniem wyborczym opozycji demokratycznej”. Ostatecznie w wyborach parlamentarnych 15 października 2023 dwóch członków zarządu Wolności i Równości (Aleksander Chodorowski i Zbigniew Ciechanowicz) wystartowało z 15. miejsc na listach wyborczych Nowej Lewicy (w ramach porozumienia Lewica, tworzonego przez NL powstałą z połączenia SLD i Wiosny, a także Razem, PPS, UP i SDPL) do Sejmu, otrzymując łącznie 475 głosów. W wyborach samorządowych i europejskich w 2024 partia nie wzięła udziału.
W wyborach prezydenckich w 2025 partia nie poparła w pierwszej turze żadnego kandydata, a w drugiej turze opublikowała stanowisko przewodniczącego Piotra Musiała, który udzielił poparcia prezesowi IPN, Karolowi Nawrockiemu (rekomendowanemu przez PiS).

## Postulaty programowe
1. Państwo neutralne światopoglądowo, likwidacja finansowania Kościołów i związków wyznaniowych, wyprowadzenie nauczania religii ze szkół publicznych, dobrowolny podatek wyznaniowy oraz renegocjowanie lub wypowiedzenie Konkordatu.
2. Silna progresja podatkowa, wprowadzenie minimalnego dochodu gwarantowanego i podwyższenie płacy minimalnej do poziomu zapewniającego godną zapłatę za wykonaną pracę.
3. Zapewnienie przez państwo pełnego zatrudnienia, wprowadzenie ulg za tworzenie miejsc pracy i ulg inwestycyjnych.
4. Zwiększenie nakładów publicznych na rozwój infrastruktury i taniego budownictwa mieszkaniowego.
5. Skuteczna ochrona pracy ze strony państwa, ukrócenie zjawiska łamania przez pracodawców Kodeksu Pracy i wprowadzenie powszechnej reprezentacji pracowniczej.
6. Powszechna i bezpłatna edukacją na wszystkich szczeblach, ścisła kooperacją polskiej nauki z rodzimymi przedsiębiorstwami.
7. Równy status i równe prawa dla kobiet i mężczyzn, walka z dyskryminacją płacową kobiet, przywrócenie kobietom prawa do decydowania o własnym macierzyństwie.
8. Wprowadzenie w Polsce instytucji związków partnerskich, ochrona praw mniejszości i tolerancja dla obywateli o innej orientacji seksualnej, rasie, narodowości czy stopniu niepełnosprawności.
9. Nieuczestniczenie Polski jako agresora w konfliktach militarnych.
10. Szczególna troska państwa o środowisko naturalne oraz poszanowanie przez nie podstawowych praw przyrody.

## Władze partii
Przewodniczący:
- Piotr Musiał – ekonomista, prawnik, były przewodniczący Antyklerykalnej Partii Postępu „Racja”, działacz społeczny na rzecz świeckości państwa

Wiceprzewodniczący:
- Max Bojarski – działacz społeczno-polityczny, wydawca, w 2014 członek Rady Programowej Europy Plus
- Lidia Cyranowicz – polonistka, nauczyciel, działaczka społeczna na rzecz świeckości państwa
- Marek Foryś – przedsiębiorca, działacz społeczny na rzecz świeckości państwa
- Stanisław Kozak – radny miasta Krakowa, wcześniej w Centrolewicy RP
- Grzegorz Sybilski –  działacz społeczny, wcześniej sekretarz generalny Centrolewicy RP

Sekretarz generalny:
- Beata Stach – przedsiębiorca, wcześniej w Centrolewicy RP

Skarbnik:
- Alfred Stęplewski – działacz społeczny na rzecz świeckości państwa

## Partie, które współtworzyły koalicję Unia Lewicy
- Antyklerykalna Partia Postępu „Racja”
- Centrolewica Rzeczypospolitej Polskiej
- Demokratyczna Partia Lewicy
- Nowa Lewica
- Polska Partia Pracy
- Polska Partia Socjalistyczna
- Unia Pracy

Swoje podpisy pod deklaracją Unii Lewicy złożyło, we własnym imieniu, także kilkanaście osób z innych organizacji (m.in. senator Maria Szyszkowska – była członkini SLD oraz Izabela Jaruga-Nowacka – była członkini Unii Pracy). Organizacjami wspierającymi UL były m.in. Demokratyczna Unia Kobiet, Międzynarodowe Stowarzyszenie Gejów i Lesbijek na Rzecz Kultury w Polsce, Ogólnopolski Związek Bezrobotnych, Stowarzyszenie Kobiet Lewicy i Federacja Młodych Unii Pracy.
Partie tworzące koalicję po zmianie UL w jednolite ugrupowanie nie weszły w jej skład i zachowały niezależność.